# Vorlandgletscher

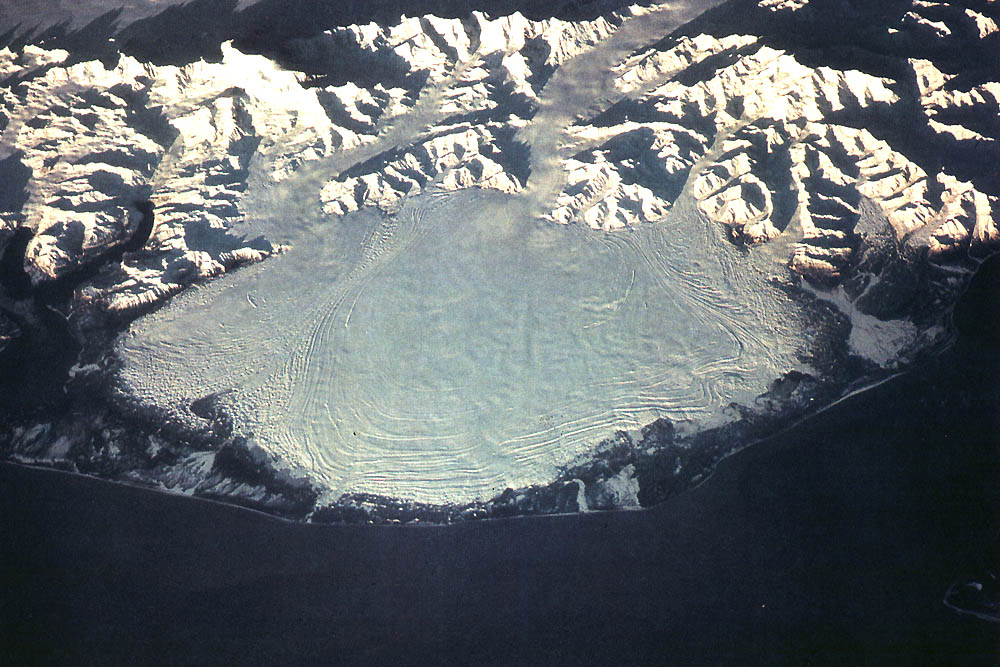
Vorlandgletscher des Malaspina-Systems in Alaska, aufgenommen aus dem Weltraum

Vorlandgletscher oder Eisloben (auch Piedmontgletscher bzw. Piedmont-Gletscher nach frz. pied, ‚Fuß‘ und mont, ‚Berg‘) sind durch keine topographischen Hindernisse eingeengte Gletscherzungen im Vorland von Gebirgen. Die meisten Piedmontgletscher entstammen einem Eisstromnetz, wie es eiszeitlich in den Alpen entwickelt war, seltener auch einem großen Plateaugletscher (einige Loben des Vatnajökull in Island). 
Die flächenmäßig ausgedehnte Eismasse gehört teilweise zum Nährgebiet des Gletschers. Beispiele für noch bestehende Vorlandgletscher sind der Malaspinagletscher im US-Bundesstaat Alaska sowie auf Island größere Loben des Vatnajökull. Historische Vorlandgletscher fanden sich während der Kaltzeiten des aktuellen Eiszeitalters auch im Alpenvorland (Rhonegletscher, Rheingletscher, Inn-Gletscher, Illergletscher und Lech-Gletscher), ihre Zungenbecken werden heute von den großen Alpenvorlandseen eingenommen.